# Mansion (album)
Mansion è il primo album in studio del rapper statunitense NF, pubblicato nel 2015.

## Tracce
1. Intro – 3:20
2. Mansion (featuring Fleurie) – 5:24
3. All I Have – 4:09
4. Wait – 4:02
5. Wake Up – 3:53
6. Face It – 3:40
7. Motivated – 4:22
8. Notepad – 3:39
9. Turn the Music Up – 3:20
10. Paralyzed – 4:31
11. I'll Keep On (featuring Jeremiah Carlson of The Neverclaim) – 4:15
12. Can You Hold Me (featuring Britt Nicole) – 3:41